# Boreč
Boreč är en ort i Tjeckien.   Den ligger i regionen Mellersta Böhmen, i den centrala delen av landet, 40 km nordost om huvudstaden Prag. Boreč ligger 300 meter över havet och antalet invånare är 285.
Terrängen runt Boreč är platt.Runt Boreč är det ganska glesbefolkat, med 47 invånare per kvadratkilometer. Närmaste större samhälle är Mladá Boleslav, 12,1 km öster om Boreč. Trakten runt Boreč består till största delen av jordbruksmark.